# Deportacje Akadyjczyków

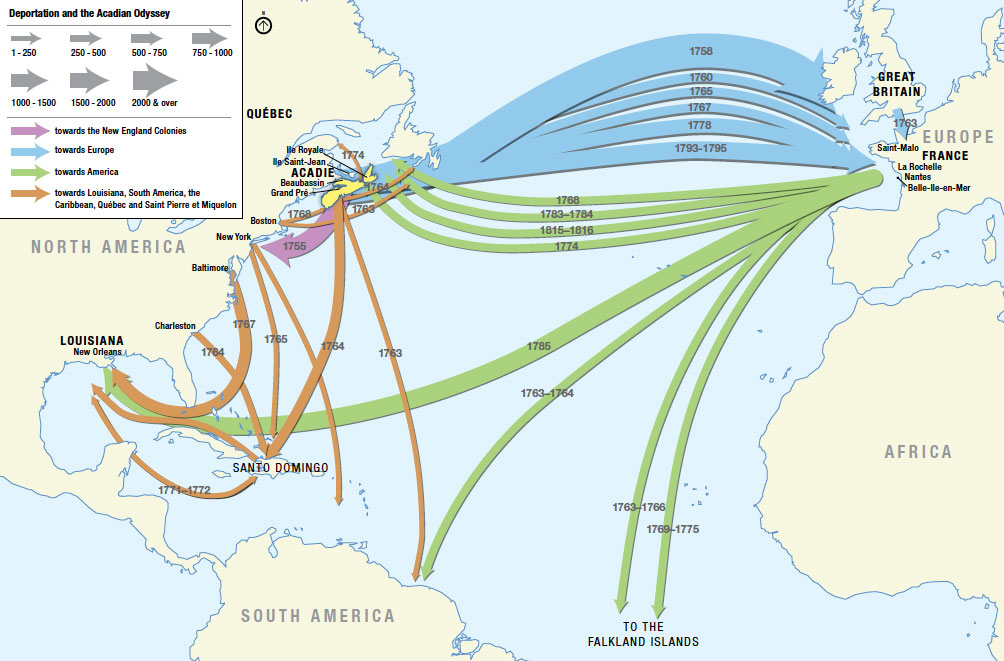
Mapa deportacji Akadyjczyków

Deportacje Akadyjczyków – proces wysiedlania francuskojęzycznych mieszkańców Akadii (współcześnie część Nowej Szkocji) do innych brytyjskich kolonii, jaki miał miejsce w latach 1755–1759.

## Kontekst historyczny

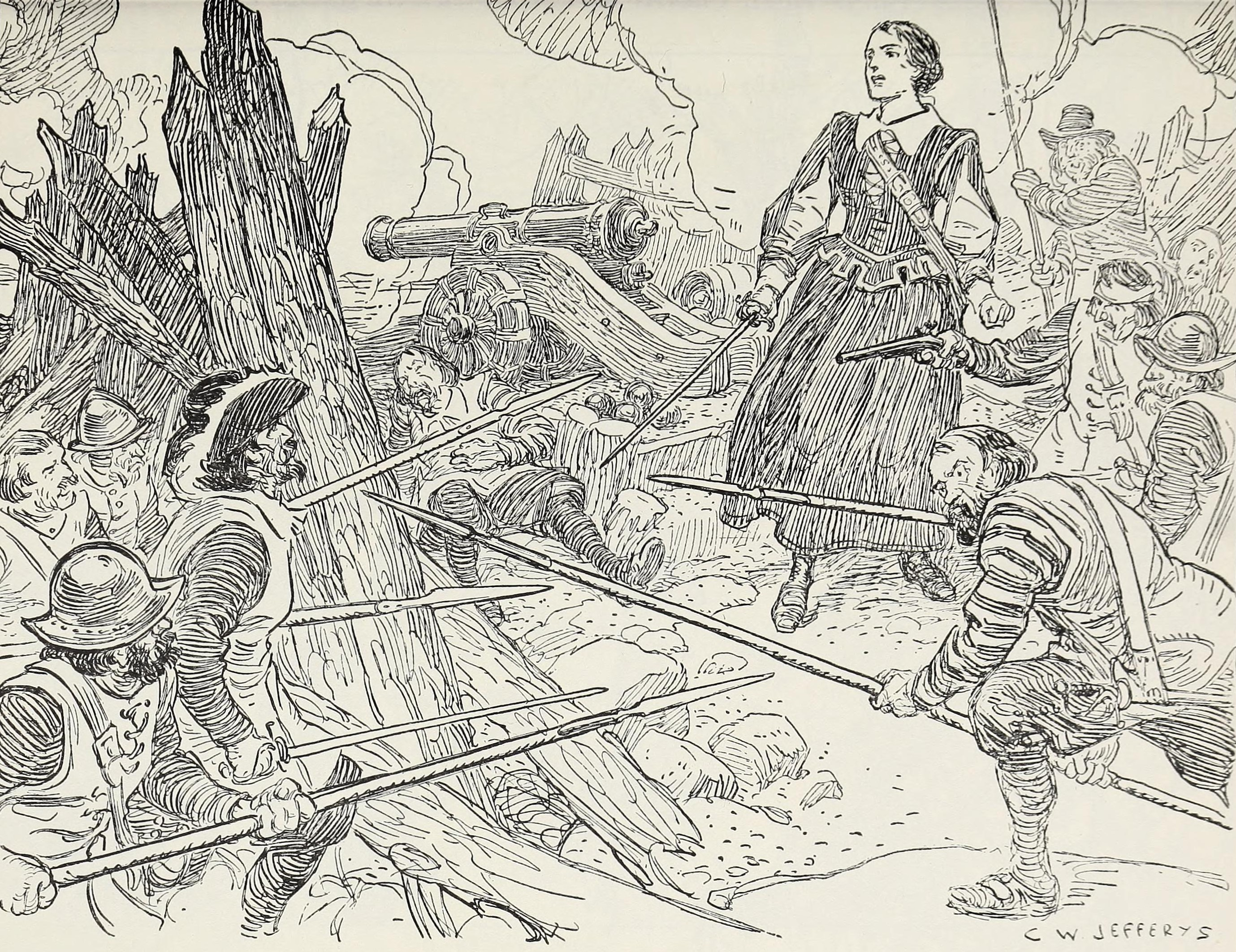
Madame La Tour broni fortu St.Jean

Po zajęciu Akadii w wyniku wojny królowej Anny Brytyjczycy początkowo nie niepokoili francuskojęzycznej ludności. Aczkolwiek frankofoni pozbawieni zostali wielu praw, na przykład nabywania nowej ziemi, ciągle egzystowali prowadząc swój dawny tryb życia. W 1730 roku gubernator Nowej Szkocji zażądał od wszystkich francuskich mieszkańców złożenia przysięgi wierności. Akadyjczycy uczynili to bez większych zastrzeżeń. Tekst przysięgi zaproponowanej przez Richarda Phillipsa brzmiał I sincerely promise and swear, as a Christian, that I will be utterly faithful and will truly obey His Majesty King George the Second, whom I acknowledge as the sovereign Lord of Nova Scotia and Acadia. So help me God. Od tego momentu Akadyjczyków zaczęto nazywać French Neutral – neutralnymi Francuzami.

## Pierwsza fala deportacji
Lata następujące po złożeniu przysięgi były okresem pokoju i prosperity. Ludność Akadii wzrastała i umacniała się gospodarczo. Ta idylla została przerwana wzrostem napięcia międzynarodowego, a w konsekwencji zbliżającą się wojną. Charles Lawrence, ówczesny gubernator Nowej Szkocji, zdołał przekonać władzę w Londynie, iż frankofońska społeczność stanowi zagrożenie dla interesów brytyjskich w Ameryce Północnej. 28 lipca 1755 Lawrence ogłosił decyzję o deportacji wszystkich francuskich mieszkańców Nowej Szkocji (nie uwzględniało to Francuzów zajmujących tereny na Cape Breton, kontrolowane przez Francję). Przedmiotem deportacji było ponad sześć tysięcy ludzi. Akadyjczykom zezwolono na zabranie jedynie podstawowych dóbr. Ludność pozostawiła po sobie 43500 sztuk bydła, 48500 owiec, 23500 świń, 2800 koni oraz dziesiątki tysięcy drobiu. Zabudowania akadiańskie były palone. Tylko w listopadzie 1755 spalono i zniszczono 255 domostw, 276 stodół, 155 zabudowań gospodarczych, 11 młynów oraz jeden kościół.
Akadyjczyków spędzono na wybrzeża, a następnie ładowano na statki, którymi byli transportowani do punktów przeznaczenia. Wskutek braku podstawowych środków higieny, kiepskiego wyżywienia i tłoku, wiele osób (szczególnie kobiet i dzieci) zmarło w trakcie podróży.
W pokoju paryskim kończącym wojnę z Indianami i Francuzami wynegocjowano 18-miesięczny okres pozwalający deportowanym na opuszczenie miejsc przymusowego osiedlenia i udanie się do jakiejkolwiek posiadłości francuskiej. Większość z tej możliwości skorzystała.

## Druga fala deportacji

### Kierunki deportacji
Władze zdecydowały się na podzielenie całej ludności na kilkusetosobowe grupy i przymusowe ich osiedlenie w innych brytyjskich koloniach w Ameryce Północnej. Plan przewidywał następujące kierunki deportacji:
| Przeznaczenie       | Liczba deportowanych |
| ------------------- | -------------------- |
| Georgia             | 400                  |
| Karolina Południowa | 942                  |
| Karolina Północna   | 282                  |
| Wirginia            | 1500                 |
| Maryland            | 913                  |
| Pensylwania         | 454                  |
| Nowy Jork           | 344                  |
| Connecticut         | 731                  |
| Massachusetts       | 735                  |

### Uciekinierzy
Ocenia się, że około tysiąca Akadyjczyków zdołało zbiec i nie zostało objętych deportacjami. Większość z nich przedostała się do Nowego Brunszwiku. Część z nich pozostała tam, kryjąc się w trudno dostępnym terenie, niektórym udało się przedostać do Nowej Francji, mniejsze grupy osiedliły się na wyspie Île St. Jean, nazwanej później Wyspą Księcia Edwarda. 

### Connecticut
Do tej kolonii ostatecznie wysłano 731 Akadyjczyków w czasie pierwszej fali wysiedleń. Deportacje przeciągnęły się do połowy roku 1756. W przeciągu tego czasu do Connecticut udały się kolejne okręty:
- Mermaid, 13 października 1755 – losy statku są nieznane, nie ma dowodów iż dotarł do portu przeznaczenia.
- Elizabeth, 8 grudnia 1755 – 280 wysiedleńców, troje zmarło w trakcie podróży, która zakończyła się 21 stycznia 1756.
- Żaglowiec Dove 18 grudnia zabrał kolejnych 114 pasażerów.
- Żaglowiec Edward, zabrał kolejnych 278. Burza morska zmusiła żaglowiec do skierowania się do Antigui. Ostatecznie Edward dotarł 22 maja 1756 do portu przeznaczenia, lecz na jego pokładzie pozostało jedynie 180 pasażerów. Reszta zmarła wskutek epidemii ospy i trudów podróży. Kolejnych 100 z tej liczby zmarło w czasie kwarantanny na skutek malarii.
- Żaglowiec o nieznanej nazwie 30 listopada zabrał kolejną grupę wysiedleńców w liczbie 173.

Akadyjczycy w Connecticut mieli problemy z asymilacją w nowym i nieprzyjaznym środowisku. W 1673 grupa 666 deportowanych złożyła petycję o zezwolenie na reemigrację do Francji. Ich prośba została odrzucona. W konsekwencji pewna ich grupa, już bez pytania o zgodę, zbiegła na Santo Domingo. Większość z nich ostatecznie dotarła do Luizjany, tworząc początek społeczności Cajunów. Kolejna grupa 240 Akadyjczyków w 1967 wyczarterowała żaglowiec The Pitt i udała się nim na północ, ostatecznie osiedlając się w dolinie rzeki St. John w dzisiejszym Nowym Brunszwiku. Pewna grupa pozostała w Connecticut, asymilując się stopniowo.

### Georgia
Trzy żaglowce eskortowane przez okręt dostarczyły około 400 wysiedleńców do tej kolonii. Niektóre źródła wspominają o czwartym statku, który miał przybyć z Bostonu z 127 Akadyjczykami na pokładzie, ta informacja nie jest jednak sprawdzona. Wysiedleńcy do Georgii zostali zignorowani przez lokalne władze. Dano też im wolną rękę. Już wiosną 1756 ponad połowa z nich udała się na północ, używając niewielkich łodzi. Gdy dotarli do Karoliny Północnej, tamtejsze władze zaleciły im, by osiedli w tej kolonii. Jednak blisko stu kontynuowało podróż i dotarło aż do Bostonu, gdzie zostali aresztowani. Ci którzy pozostali w Georgii i Karolinie Północnej cierpieli biedę, pracując na plantacjach. Ich status nie różnił się wiele od statusu niewolników. W 1763 zgodnie z postanowieniami pokoju paryskiego większość z nich opuściła miejsca przymusowego osiedlenia, udając się na Santo Domingo.

### Maryland
Do Marylandu deportowano 913 Akadyjczyków. Zgromadzono ich na 23 mniejszych statkach, eskortowanych przez 3 okręty wojenne. Ze względu na fakt, iż Maryland był kolonią katolicką, Akadyjczycy spotkali się tam z nieco lepszym przyjęciem niż w innych, zdominowanych przez protestantów koloniach. Kilku filantropów, między innymi Henry Callister, udostępniło dom pewnej grupie wysiedleńców. Mimo tych przyjaznych gestów, większość z nich pozostała bez żadnej opieki i możliwości znalezienia pracy. W ciągu pierwszych miesięcy pobytu w kolonii, z powodu epidemii, zimna i trudów, populacja deportowanych zmniejszyła się z pierwotnej liczby 913 do 667. Dopiero w 1757 zwrócono uwagę na ich niedolę. Zaradzono jej, rozpraszając przybyszów równomiernie po wszystkich powiatach (z wyjątkiem, tych graniczących bezpośrednio z terytoriami francuskimi). Rozproszeni Akadyjczycy mieli większe szanse na znalezienie zajęcia i schronienia. Jednocześnie z tym ograniczono ich prawo poruszania się do dziesięciu mil wokół miejsca osiedlenia. Zamierzający odbyć dalszą podróż musieli starać się o specjalne zezwolenia. Taka niepewna egzystencja trwała do roku 1763, kiedy to na mocy postanowień pokoju paryskiego Akadyjczycy dostali zezwolenie na wyjazd do wybranego terytorium francuskiego. Marylandzcy Akadyjczycy nie posiadali jednak należytych środków pozwalających na odbycie podróży. Ostatecznie brytyjskie władze kolonialne przeznaczyły pewne środki na ten cel i zdecydowana większość przesiedleńców została relokowana do Luizjany.

### Massachusetts
Do Massachusetts wysłano ogółem 735 osoby. Należy doliczyć do nich także około 200 zbiegów z Georgii, którzy nie zdołali dotrzeć do Kanady. Deportowani zostali przetransportowani na kilkunastu statkach pomiędzy październikiem 1755 a majem 1756. Pewna liczba wysiedleńców zmarła zanim jeszcze dotarła do portów przeznaczenia z powodu epidemii ospy.
Akadyjczykom w Massachusetts początkowo przyznano prawo swobodnego poruszania się i osiedlania się w kolonii. Zaowocowało to licznymi ucieczkami. Wielu zbiegło do Nowej Francji drogą lądową. Wielu mężczyzn akadiańskich zatrudniło się jako marynarze, by potem zbiec w portach europejskich lub środkowoamerykańskich. Wynikiem plagi ucieczek były ograniczenia wolności osobistej wysiedleńców. Najpierw ograniczono prawo do poruszania się poza terenem osiedlenia, a następnie zabroniono armatorom zatrudniania akadiańskich marynarzy. Nie rozwiązało to jednak problemu. W 1763 grupa 300 Akadyjczyków zbiegła na Santo Domingo. Ostatecznie władze kolonialne zdecydowały się na uwolnienie deportowanych. W 2 czerwca 1766 720 Akadyjczyków w Bostonie i 140 w Salem po złożeniu przysięgi wierności dostało zezwolenie na wyjazd. Wielu z nich udało się do Kanady, pozostała część powróciła do Nowej Szkocji. Ci ostatni po przybyciu do swych dawnych posiadłości przekonali się, że zajęte one zostały przez brytyjskich kolonistów. Władze kolonii Nowej Szkocji przyznały im działki ziemskie na innych terenach, lecz wielu nie skorzystało z tej oferty i osiedliło się w nieskolonizowanej jeszcze wtedy dolinie Petit Codiac River Valley w Nowym Brunszwiku.

### Nowy Jork
Do Nowego Jorku przesiedlono 344 Akadyjczyków na przełomie lat 1755/1756. Wielu przesiedleńców usiłowało drogą lądową przedostać się do Nowej Francji, lecz większość była wyłapywana. W 1763 większość deportowanych wybrała osiedlenie na Santo Domingo. Około 20 z nich wyruszyło do Luizjany i dotarło do Mobile. Była to prawdopodobnie pierwsza grupa Akadyjczyków, która osiedliła się w Luizjanie.

### Pensylwania
Do tej kolonii przetransportowano 454 Akadyjczyków na czterech statkach Three Friends, Hannah, Swan i Boscowan pomiędzy 13 października a 20 listopada 1755. Kolonia nie była przygotowana na przyjęcie deportowanych i zanim podjęto odpowiednie decyzje, przesiedleńców zatrzymano na statkach. Dopiero 24 listopada pozwolono im zejść na ląd, w momencie gdy wśród nich szalała już epidemia. Pierwsze miesiące Akadyjczycy żyli na koszt francuskich hugenotów, którzy zorganizowali doraźną pomoc. Dopiero w lutym 1756 legislatura kolonialna uchwaliła odpowiednią ustawę. Zgodnie z jej postanowieniami wybrano cztery okręgi, w których przesiedleńcy mieli być rozlokowani. Były to Bucks, Chester, Lancaster i Filadelfia. Lokalne władze odmówiły jednak dostarczenia środków na utrzymanie przesiedleńców. Pozostali więc oni pod opieką gubernatora, otrzymując racje żywnościowe po pół kilograma chleba i ćwierć kilograma mięsa na dzień. Te znośne warunki życia pogorszyły się, gdy we wrześniu 1756 władze kolonialne wyczerpały budżet na ten cel. W 1757 uchwalono nowe prawo nakazujące oddanie akadiańskich dzieci w termin do lokalnych rzemieślników, a dorosłym pozwolono na rozpoczęcie własnej działalności rzemieślniczej. Dla starych i chorych zapewniono opiekę socjalną. Ten niewątpliwy krok w kierunku stabilizacji sytuacji został jednak przyjęty wrogo przez deportowanych, gdyż zmuszał ich dzieci do nauki języka angielskiego, co naruszało spójność rodzin. Ogólna sytuacja akadiańskich rodzin polepszyła się jednak. W 1763 zgodnie z postanowieniami pokoju paryskiego dano przesiedleńcom wolną rękę i większość z nich wybrała emigrację na Santo Domingo. Pomiędzy 150 a 200 Akadyjczyków wybrało przesiedlenie do Luizjany, dołączając do przybyłych tam wcześniej z innych kolonii.

### Karolina Południowa
Do Karoliny Południowej wysłano dużą liczbę deportowanych, bo aż 942. Przetransportowały ich tam okręty Success, Edward Cornwallis, Dolphin, Endeavor, Baltimore, Warren oraz szereg mniejszych jednostek. W tej słabo zaludnionej, „kresowej” kolonii pozostawiono przesiedleńcom stosunkowo dużą swobodę. Większość z nich skorzystała z niej, uciekając poza granice do kolonii hiszpańskich lub znajdującej się pod kontrolą francuską doliny rzeki Ohio, a stamtąd drogą lądową do Nowej Szkocji. Inna grupa przesiedleńców dotarła do Nowej Szkocji drogą morską. Tych, którzy pozostali w Karolinie, zatrudniano jako służących. Niepotwierdzone informacje mówią, że pewna liczba Akadyjczyków została białymi niewolnikami.

### Wirginia
Największa grupa Akadyjczyków, bo aż 1500, została wysłana do Wirginii. Tę grupę spotkał też najtragiczniejszy los. Gdy wysiedleńcy transportowani na szeregu statków: Carolina, Halifax, Endavour, Mary, Neptun, Ranger i kilku innych dopłynęli do Wirginii, najpierw statki zatrzymano na redzie i przetrzymano przez dłuższy czas. W tym czasie panowała już wśród przesiedleńców epidemia i wielu z nich zmarło. Ostatecznie władze kolonialne odmówiły przyjęcia przesiedleńców, nazywając ich internal enemies - wrogami wewnętrznymi. Wydano rozkaz wypłynięcia wszystkich statków do Anglii. Długa i ciężka podróż transatlantycka zebrała śmiertelne żniwo wśród transportowanych Akadyjczyków. Do Anglii dotarło około 1200. Przybycie ich było wielkim zaskoczeniem dla władz brytyjskich. Ostatecznie postanowiono rozlokować przybyszów w czterech regionach: Bristol, Falmouth, Liverpool i Southampton. Początkowo Akadyjczycy odseparowano od okolicznej ludności, lecz później próbowano zmusić do asymilacji. Gdy stało się jasne, że jest to bezcelowe (tak z powodu oporu przesiedleńców, jak i wrogości otoczenia), pozwolono im na reemigrację do Nowej Szkocji. Nieliczni tylko mogli skorzystać z tej możliwości ze względu na wysokie koszty takiej podróży. Przytłaczająca większość pozostała w Anglii do 1763, kiedy to na mocy traktatów pokojowych kończących wojnę siedmioletnią relokowano ich do Francji. Osiedlono ich w Morlaix i Saint-Malo, początkowo w prowizorycznych obozach, w których przesiedleńców znów dotknęły epidemie. Francja wcale nie stała się dla nich „ziemią obiecaną”. Na terenach osiedlania zostali przyjęci jako obcy i nieproszeni goście. Ostatecznie, po kilku pokoleniach zasymilowali się z otoczeniem, nie zachowując nic ze swej akadiańskiej kultury.

## Druga fala deportacji
Upadek Louisburga w 1758 zaznaczył koniec francuskich wpływów w Ameryce Północnej. Wraz z Cape Breton Brytyjczycy zajęli także Isle St Jean. Od tego momentu mieli otwartą drogę do podboju Nowej Francji, co się ostatecznie dokonało w 1759. Utrata północnoamerykańskich kolonii francuskich na rzecz Wielkiej Brytanii została usankcjonowana pokojem paryskim w 1763, kończącym wojnę siedmioletnią. Zanim to jednak nastąpiło, w okresie od upadku Louisburga do podpisania pokoju los mieszkańców Akadii oraz Wyspy Księcia Edwarda był niepewny. Ocenia się, iż na Cape Breton zamieszkiwało około 2 tysięcy (dużą jej część stanowił garnizon francuski) oraz wyspę około 4 tysięcy Francuzów. Brytyjczycy nauczeni fiaskiem poprzednich deportacji, zrezygnowali z przesiedlania ich do innych kolonii. Zamiast tego zdecydowano się deportować ich wszystkich do Francji. Części mieszkańców wyspy udało się przedostać do Nowej Francji, przy wydatnej pomocy żeglarzy francuskich, którzy pod nosem brytyjskiej floty przemycali ludzi. Większość jednak mieszkańców załadowano na brytyjskie statki i wysłano do północnej Francji. I tym razem, podobnie jak w czasie poprzedniej fali deportacji, nie obyło się bez nadużyć oraz zamierzonych i niezamierzonych okrucieństw. Tragicznie zakończył się rejs dwóch statków, które zatonęły na pełnym morzu, zabierając na dno siedemset osób. Większość deportowanych (około 3 tysięcy) dotarła do Saint-Malo w początkach 1759 roku. Większość z nich wtopiła się w miejscową ludność lub migrowała w inne rejony Francji. Pewna grupa (zapewne nie przekraczającą stu osób) na statku Ville d’Archangel wyemigrowała do Luizjany.